# Бюльбюль білогорлий
Бюльбю́ль білогорлий (Pycnonotus xanthorrhous) — вид горобцеподібних птахів родини бюльбюлевих (Pycnonotidae). Мешкає в Китаї і Південно-Східній Азії.

## Опис

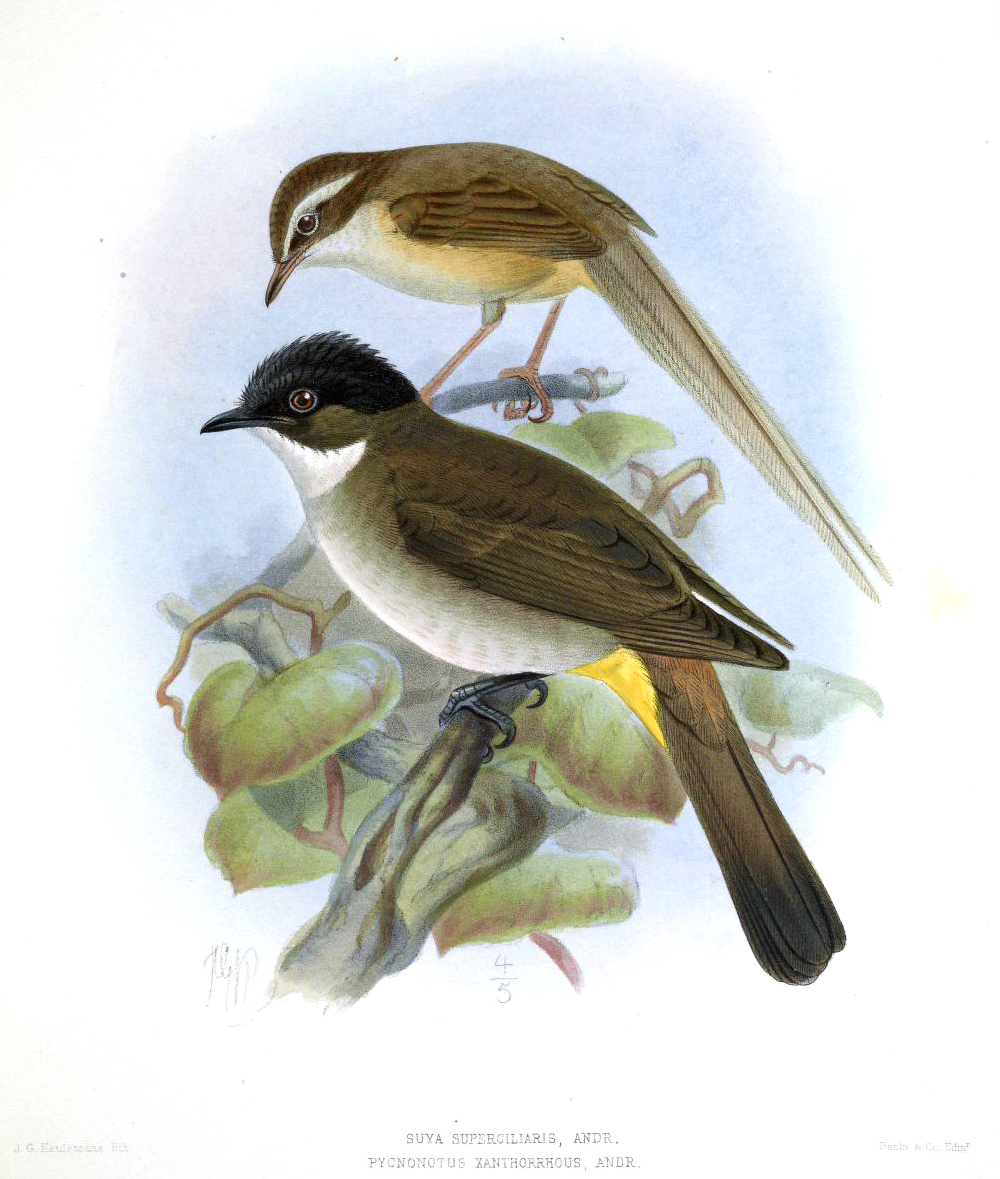
Білогорлий бюльбюль і білоброва принія

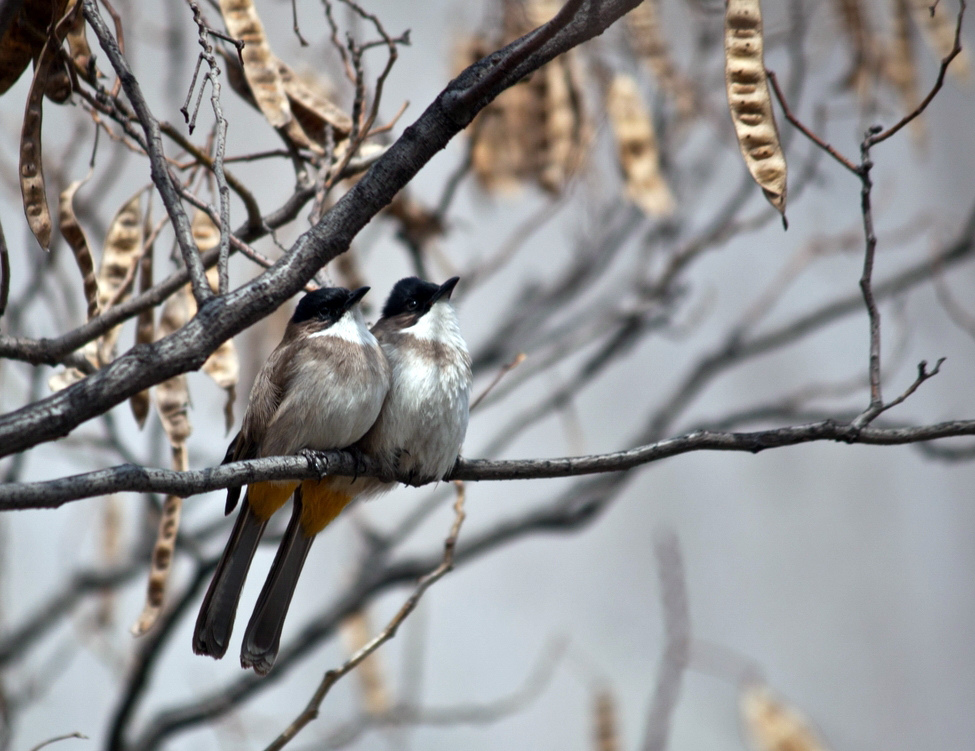
Два білогорлих бюльбюля

Довжина птаха становить 20 см. Верхня частина тіла коричнева. Крила і хвіст дещо тьмяніші, з оливково-коричневими краями. Верхня частина голови чорнувата, щоки коричневі. Підборіддя і горло білі, на грудях коричневий комірець (майже або повністю відсутній у представників підвиду P. x. andersoni). Нижня частина грудей і живіт білуваті, боки і нижня частина живота світло-сіро-коричневі, гузка і нижні покривні пера хвоста темно-жовті. Очі карі або темно-карі, дзьоб чорний, лапи темно-коричневі або чорнуваті.

## Підвиди
Виділяють два підвиди:
- P. x. xanthorrhous Anderson, 1869 — від південно-західного Китаю і північної М'янми до північного Індокитаю;
- P. x. andersoni (Swinhoe, 1870) — центральний і південний Китай (від Сичуаню до північного Гуандуну і північно-західного Фуцзяню).

## Поширення і екологія
Білогорлі бюльбюлі мешкають в Китаї, М'янмі, Таїланді, Лаосі і В'єтнамі. Вони живуть у вологих гірських тропічних і субтропічних чагарникових заростях, в прибережних заростях і садах. Зустрічаються переважно на висоті від 1000 до 2300 м над рівнем моря. Живляться переважно плодами, а також комахами і насінням. Сезон розмноження триває з квітня по серпень з піком в травні-червні. Гніздо чашоподібне, розміщується в густій траві або в чагарниках на висоті близько 1 м над землею. В кладці від 2 до 4 яєць.

## Збереження
МСОП класифікує цей вид як такий, що не потребує особливих заходів зі збереження. Білогорлий бюльбюль є досить поширеним видом в межах свого ареалу.